# Westralianus microstigma
Westralianus microstigma är en stekelart som beskrevs av Boucek 1988. Westralianus microstigma ingår i släktet Westralianus och familjen gallglanssteklar. Inga underarter finns listade i Catalogue of Life.